# Jonathan Gallant
Jonathan Eric Gallant (23 de julio de 1976) es el bajista y junto con Ian D'Sa la tercera y segunda voz, respectivamente, de la banda canadiense de punk rock Billy Talent.

## Biografía
Jon nació y creció en Streetsville, Ontario, donde tomó el bajo a la edad de 12 años. Asistió a Our Lady of Mount Carmel Catholic Secondary School, donde conoció a Benjamin Kowalewicz y juntos formaron una banda llamada "The Each His Own". En un principio Ben era el baterista y Jon el bajista, pero cuando conocieron a Aaron Solowoniuk y este se sumó al grupo, reemplazó a Kowalewicz como baterista. Unos pocos años después, el grupo conoció a Ian D'Sa, quien tocaba en "Dragon Flower", y los cuatro se unieron en "The Other One", y después en Pezz (cambiando más tarde el nombre a Billy Talent tras una demanda). En los tiempos de Pezz durante los años 90, Gallant asistió a Humber College para continuar sus estudios después de la secundaria, donde estudió Jazz Bass. Mientras tanto, la banda grabó dos demos y finalmente un álbum de estudio titulado Watoosh! en 1999. Posteriormente al llamarse Billy Talent (debido a que una banda estadounidense ya se llamaba así), lanzó 3 álbumes, Billy Talent I, II y III, siendo los últimos dos premiados en los Juno Awards. En este momento, la banda se encuentra promocionando su nuevo álbum, Dead Silence.
Actualmente Jon vive con su esposa e hijo, Xavier Jeffrey Gallant, nacido el 5 de octubre de 2007.